# Преображенский сельсовет (Красногвардейский район)
Преображенский сельсовет — сельское поселение в Красногвардейском районе Оренбургской области Российской Федерации.
Административный центр — село Преображенка.

## История
9 марта 2005 года в соответствии с законом Оренбургской области № 1901/343-III-ОЗ образовано сельское поселение Преображенский сельсовет, установлены границы муниципального образования.

## Население
| 2010 | 2012 | 2013 | 2014 | 2015 | 2016 | 2017 |
| ---- | ---- | ---- | ---- | ---- | ---- | ---- |
| 820  | ↘804 | ↘783 | ↘773 | ↘762 | ↘742 | ↘705 |
| 2018 | 2019 | 2020 | 2021 |      |      |      |
| ↘701 | ↘676 | ↘655 | ↘638 |      |      |      |

## Состав сельского поселения
| № | Населённый пункт | Тип населённого пункта       | Население |
| - | ---------------- | ---------------------------- | --------- |
| 1 | Ибряево          | село                         | 307       |
| 2 | Покровка         | село                         | 6         |
| 3 | Преображенка     | село, административный центр | 353       |
| 4 | Утеево           | село                         | 154       |